# Schneckenberger Wasser
Das Schneckenberger Wasser ist ein etwa 1,5 Kilometer langer Bach im Landkreis Straubing-Bogen in Niederbayern, der bei Altvielreich in der Gemeinde Haibach von rechts und Westen in den Irschenbach mündet.

## Verlauf
Das Quellgebiet liegt auf der Ostflanke des Schneckenberg. Sein Verlauf erfolgt in Richtung Südost links vorbei an Seemuck zum Irschenbach in Altvielreich. Das Schneckenberger Wasser verläuft ausschließlich auf Gebiet der Gemeinde Haibach.